# Bilet do raju
Bilet do raju (ang. Ticket to Paradise) – amerykańska komedia romantyczna z 2022 roku w reżyserii Ola Parkera. W głównych rolach wystąpili George Clooney i Julia Roberts. Film miał premierę 8 września 2022 roku.

## Fabuła
David i Georgia jako rozwiedzione małżeństwo nieznoszące siebie nawzajem muszą wspólnie udać się na Bali, gdzie ich córka Lily ma wziąć ślub z miejscowym wyspiarzem poznanym podczas wakacji. Chcąc powstrzymać dziecko przed pochopną decyzją, którą sami podjęli przed laty, decydują się zapomnieć o dzielących ich różnicach i współpracować dla dobra córki. Niespodziewanie wspólny cel i spędzanie razem kolejnych dni zbliża ich do siebie.

## Obsada
- George Clooney jako David
- Julia Roberts jako Georgia
- Kaitlyn Dever jako Lily
- Billie Lourd jako Wren Butler
- Maxime Bouttier jako Gede
- Lucas Bravo jako Paul
- Arielle Carver-O'Neill jako Kimberley
- Geneviève Lemon jako Beth-Ann
- Romy Poulier jako Lauren
- Rowan Chapman jako Simon
- Sean Lynch jako Rob[1]

## Produkcja
Zdjęcia do filmu kręcono w miejscowościach Airlie Beach, Gold Coast i Brisbane oraz na wyspach Moreton i Hamilton w Australii, a także na Bali w Indonezji oraz w stanie Kalifornia w Stanach Zjednoczonych.

## Odbiór

### Box Office
Budżet filmu jest szacowany na 60 miliony dolarów. W Stanach Zjednoczonych film zarobił 68 mln USD. W innych krajach przychody wyniosły ponad 100 mln, a łączny przychód ze sprzedaży biletów blisko 168 miliona dolarów.

### Reakcja krytyków
Film spotkał się ze średnią reakcją krytyków. W agregatorze recenzji Rotten Tomatoes 56% z 216 recenzji uznano za pozytywne, a średnia ocen wyniosła 5,6 na 10. Z kolei w agregatorze Metacritic średnia ważona ocen z 47 recenzji wyniosła 50 punktów na 100.

## Nagrody i nominacje
| Nagroda               | Kategoria                                | Wynik     |
| --------------------- | ---------------------------------------- | --------- |
| People’s Choice Award | Ulubiona komedia                         | nominacja |
| People’s Choice Award | Ulubiona gwiazda komedii (Julia Roberts) | nominacja |